# Metaxytherium
Metaxytherium é um gênero extinto de dugongo que viveu do Mioceno ao fim do Plioceno. Restos fósseis foram descobertos na África, Ásia, Europa, América do Norte (Formações Güines e Lagunitas, Cuba) e América do Sul (Formação Paraná, Argentina, Formação Pirabas, Brasil e Formação Montera, Peru).

## Evolução
A espécie M. subapenninum constitui a última etapa da evolução do Metaxytherium, apresentando um aumento no comprimento do corpo e no tamanho da presa e um reforço rostral reagindo a um resfriamento climático de longo prazo.